# Bambara (taal)

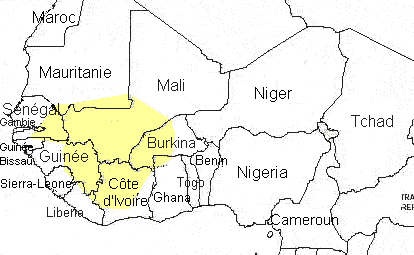
Verspreiding van Bambara

Bambara, ook bekend onder de naam Bamanankan, is een Mandétaal die door meer dan zes miljoen mensen gesproken wordt, voornamelijk in Mali.
Samen met het Dioula en Maninka vormt het de dialectfamilie van het Mandekan. Vooral de verschillen met het Dioula zijn klein. Tezamen worden deze talen of dialecten gesproken door meer dan vijftien miljoen mensen in West-Afrika, naast Mali vooral in Burkina Faso, de Ivoorkust en Gambia. Het Bambara is een van de nationale talen van Mali, en de taal die in dat land het meest gesproken wordt.
Het is een SOV-taal (onderwerp-lijdend voorwerp-werkwoord) met twee tonen. De taal heeft zeven klinkers: a, e (uitspraak "é"), é (uitspraak "eu"), i, o (kort), ó (lang) en u (uitspraak "oe"). Vaak worden deze klinkers genasaleerd, dat wil zeggen door de neus uitgesproken (als in het Frans 'vin' of 'bon'). De taal heeft sterke invloed ondergaan van het Frans vanwege de kolonisatie. Het schrijven van de taal is geïntroduceerd tijdens de koloniale Franse overheersing. Het alfabetisme is laag. De belangrijkste dialecten zijn: Somono, Segou, San, Beledugu, Ganadugu, Wasulu en Sikasso.
Vanuit de wiskundige taalkunde gezien is Bambara interessant omdat tot nu toe voor maar zeer weinig talen aangetoond kon worden dat ze niet contextvrij zijn. Voor het Zürichduits en Nederlands steunt het bewijs op de zinsbouw, terwijl dat voor het Bambara steunt op de woordvorming.

## Schrift
Sinds de jaren zeventig wordt het Bambara geschreven met het Latijnse alfabet, met een aantal toegevoegde fonetische tekens als ɛ, ɔ en ɲ). Tonaliteit wordt aangegeven met accenten.
N'Ko is een schrift dat in 1949 ontworpen is door Solomana Kante als een schriftsysteem voor de Mandeïsche talen van West-Afrika; N’Ko betekent "Ik zeg" in al deze talen. Kante ontwierp N’Ko als antwoord op wat volgens hem opvattingen waren dat Afrikanen een "cultuurloos volk" waren omdat er tot die tijd nog geen inheems schriftsysteem voor zijn taal was. N'Ko werd het eerst gebruikt in Kankan (Guinee) als een alfabet voor het Maninka, en verspreidde zich van daar naar andere Mandé-sprekende gebieden in West-Afrika. Het schrift wordt nog steeds gebruikt voor het Bambara, al is het Latijnse alfabet gebruikelijker.